# Сухой паёк

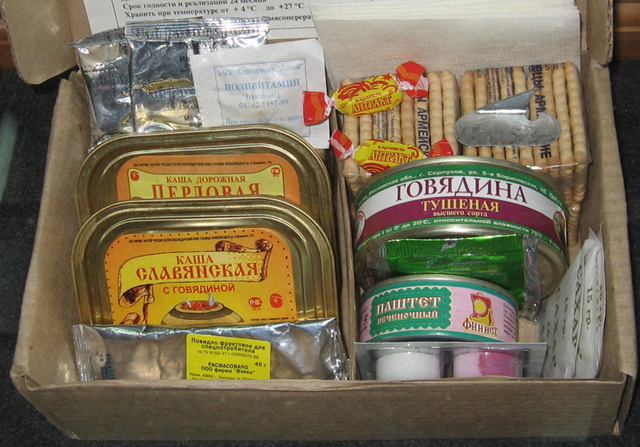
Индивидуальный рацион питания — повседневный (ИРП-П), так называемый «Сухой паёк»

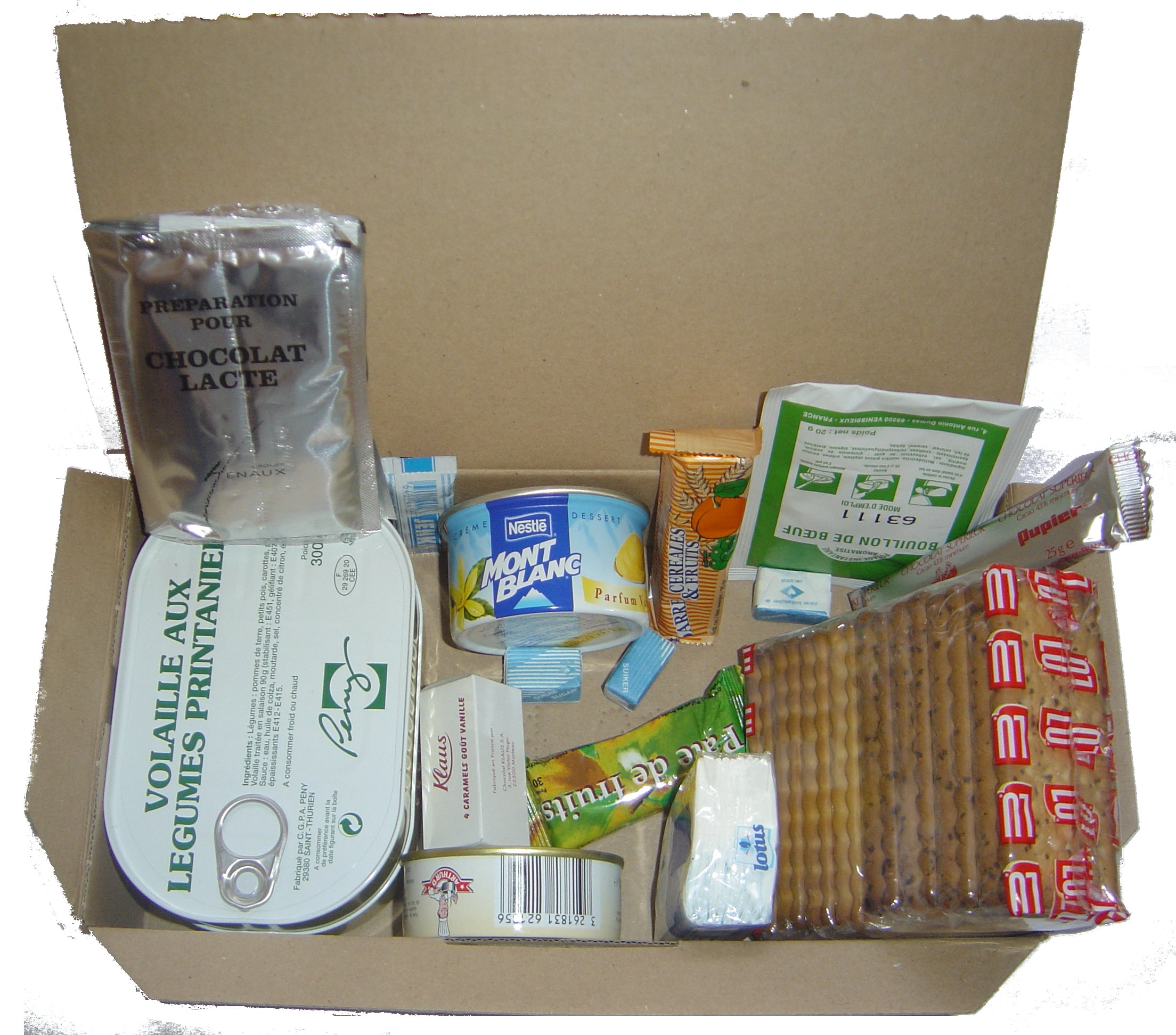
Французский сухой паёк

Индивидуальный рацион питания (сокр. ИРП), сухо́й паёк — набор продуктов, предназначенный для питания военнослужащих, а также гражданских лиц в условиях отсутствия возможности готовить горячую пищу.
Сухой паёк рассчитывается на один приём пищи или на питание одного или нескольких человек в течение непродолжительного периода времени, как правило, в пределах трёх суток (паёк, рассчитанный на более длительный период потребления, принято называть носимым неприкосновенным запасом продовольствия и питьевой воды, сокр. НЗ).

## История
Попытки изыскания различных форм и способов сбережения пищи для длительных морских и сухопутных походов предпринимались с различным успехом военачальниками, мореплавателями, купцами и путешественниками с древних времён. В строгом смысле этого слова, сухим пайком является любая выдаваемая на руки комбинация пищевых продуктов взамен горячей пищи. В такой форме, наиболее ранние примеры обеспечения войск сухим пищевым довольствием относятся к античным временам.

### Сухое довольствие в древности
Уже на ранних этапах мировой военной истории войскам наиболее развитых в военном отношении государств, за отсутствием в гарнизонах полевых кухонь и столовых, довольствие полагалось к выдаче в натуральном виде, очень часто сухими сыпучими продуктами, — так, например, норма суточного довольствия легионера Древнеримской армии в Риме и провинциях составляла два секстария (около 850 г) пшеницы в день (для легионов, дислоцированных в Египте и ряде других провинций, суточная норма довольствия составляла около килограмма зерна). Старослужащим легионерам, проживавшим в гарнизоне или за его пределами вместе с семьями, зерно могло выдаваться по требованию на руки для выпечки хлеба в домашних условиях членами их семей или домашней прислугой — для этих целей легионеры были обеспечены ручными мельницами или жерновами — весь остальной личный состав легиона получал пищу из общего котла и общей пекарни: армейский хлеб выпекался из непросеянной муки, различие на этом этапе состояло в качестве зерна и закваски, и, как следствие, в сортах выпекаемого хлеба: рядовому составу полагался хлеб стандартного сорта (лат. panis militaris castrensis), в то время как для лиц офицерского состава выпекался хлеб более качественного сорта (лат. panis militaris mundus).
Однако, указанный выше способ обеспечения военнослужащих сухими сыпучими пищевыми продуктами (требующими приготовления) в индивидуальном порядке, хорошо подходивший для снабжения военнослужащих, расквартированных на постоянной основе в частных домовладениях и несущих воинскую повинность явочным способом по мере возникновения военных угроз, — так как освобождал органы военного управления от необходимости организации приготовления пищи для войск, в мирное время от них требовалось только своевременное выделение требуемого количества зерна военнослужащим, — не подходил для снабжения регулярных войск, находящихся на казарменном положении и не предусматривался для их снабжения в ходе походов, военных кампаний, усмирения мятежей и других форм и способов долговременного задействования войск вне гарнизонов, — для этих целей организовывались передвижные полевые кухни, обоз с которыми был непременным атрибутом походного порядка любых регулярных военных формирований вплоть до второй половины XIX века.

### Сухой паёк нового и новейшего времени
Появление и начало массового использования сухих пайков (в современном понимании этого слова) войсками противоборствующих сторон как систематизированное явление в мировой военной истории принято относить ко франко-прусской войне 1870—1871 гг., когда военное командование обеих сторон стремилось повысить оперативную и стратегическую мобильность вверенных под их руководство войск. Офицеры службы тыла Германской имперской армии начали активно применять для этих целей суповые концентраты (изготавливавшиеся под торговой маркой Knorr), преимущественно бобовых: гороха, фасоли, чечевицы и злаковых культур: кукурузы, ячменя, — применение которых, в сравнении с традиционными видами продовольствия:
1. Обеспечивало весьма длительные сроки хранения, что позволяло осуществлять централизованное снабжение со складов продовольствия, в то время как снабжение войск скоропортящимися мясомолочными продуктами требовало либо наличия в войсковом обозе стада крупного и мелкого рогатого скота и других животных, пригодных к употреблению в пищу, либо организацию добычи, забоя и разделки таковых непосредственно в районе текущего нахождения армии (аналогично в отношении сдобных хлебобулочных изделий, которые необходимо было выпекать непосредственно в полевых кухнях);
2. Устраняло как таковой риск порчи продуктов и нарушения системы снабжения войск в случае сбоев в работе тыла в силу тех или иных причин;
3. Обеспечивало полноценное питание личного состава в походе и в местах временной расквартировки в сравнении с питанием в пунктах постоянной дислокации;
4. Сокращало затраты времени на приготовление и приём пищи, чем существенно увеличивало среднюю скорость движения войск в пешем порядке и снижало продолжительность марша;
5. Давало лицам младшего командного состава (сержантам и старшинам) свободу выбора времени приёма пищи личным составом в зависимости от конкретных условий боевой обстановки, требующих концентрации усилий подразделения в конкретный момент времени, без риска того, что рядовые военнослужащие останутся голодными, что было совершенно невозможно в системе горячего питания, где время приёма пищи (завтрак, обед и ужин) было жёстко фиксировано по графику и могло быть изменено для отдельных подразделений только по решению командира части или соединения;
6. Освобождало подразделения низового тактического звена («отделение—взвод») от привязки к полевым кухням и обозам с продовольствием, чем увеличивало их возможности к манёвру;
7. Снижало потребности подразделений тактического звена («рота—батальон»), частей и соединений («полк—дивизия») в обозе как таковом, так как теперь значительная часть индивидуального рациона питания военнослужащих, обеспечивающих их нормальную боеспособность в течение нескольких суток, могла переноситься ими непосредственно в заплечных полевых ранцах и вещмешках.

После окончания войны необходимость оснащения действующей армии сухпайками, аналогичными немецким, стала очевидной и для военного командования армий других европейских государств (включая офицеров Главного интендантского управления Российской императорской армии). Учитывая высокие нормы прибыли поставщиков армий и флотов, частные предприятия стали активно осваивать выпуск различных наименований сухих пайков. К концу XIX века военные ведомства практически всех крупнейших государств мира (США, Франции, Британской, Германской и Российской империй) закупали для своих вооружённых сил те или иные сухие пайки. Следующим вооружённым конфликтом, в котором воюющие стороны в массовом порядке снабжали войска сухпайками, стала англо-бурская война 1899—1902 гг., к этому времени сухпайки уже приняли вид стандартизированных продуктовых наборов, питательные свойства которых в целом и каждого компонента в отдельности были тщательно рассчитаны лабораторным способом и опробованы в войсках в гарнизонных и полевых условиях. Поэтому, сегодня под сухим пайком понимаются продукты, прошедшие специальную обработку и одинаково пригодные к употреблению, как в разогретом, так и в неразогретом (сыром) виде, а для некоторых компонентов сухого пайка их разогрев не предусмотрен как таковой.
| Наименование                  | Наименование                  | Производитель (марка)     | Производитель (марка)                                      | Вода  | Белки | Жиры  | Углеводы, %         | Углеводы, % |
| Наименование                  | Наименование                  | Производитель (марка)     | Производитель (марка)                                      | Вода  | Белки | Жиры  | Ценность, кал/100 г |             |
| Эрбвурст (гороховые колбаски) | Эрбвурст (гороховые колбаски) | Германия                  | Управление снабжения Рейхсхеера                            | 7,03  | 21,00 | 22,20 | 45,76               | 480,0       |
| Эрбвурст (гороховые колбаски) | Эрбвурст (гороховые колбаски) | Германия                  | C.H. Knorr, Хайльбронн                                     | 10,86 | 17,50 | 23,96 | 35,74               | 441,1       |
| Эрбвурст (гороховые колбаски) | Эрбвурст (гороховые колбаски) | Великобритания            | John Moir & Son, Ltd, Лондон                               | 8,51  | 15,75 | 23,38 | 47,91               | 478,4       |
| Гороховые сосиски             | Гороховые сосиски             | Великобритания            | John Moir & Son, Ltd, Лондон                               | 11,40 | 21,00 | 32,30 | 27,40               | 498,8       |
| Солдатский рацион             | Солдатский рацион             | Великобритания            | John Moir & Son, Ltd, Лондон                               | 58,91 | 23,44 | 14,72 | 6,12                | 258,0       |
| Гороховое печенье             | Гороховое печенье             | Германия                  | Neumann                                                    | 9,51  | 20,53 | 3,66  | 53,10               | 335,9       |
| Фасолевое печенье             | Фасолевое печенье             | Германия                  | Schorke                                                    | 7,98  | 16,72 | 17,20 | 42,10               | 391,1       |
| Мясное печенье                | Мясное печенье                | Германия                  | Hoffman                                                    | 6,45  | 24,24 | 24,76 | 39,73               | 492,4       |
| Мясной бисквит                | Мясной бисквит                | Германия                  | König, Майнц                                               | 5,10  | 8,30  | 6,10  | 76,70               | 405,2       |
| Мясной бисквит                | Мясной бисквит                | Германия                  | Schill                                                     | 14,50 | 24,70 | 2,50  | 56,70               | 357,0       |
| Мясной бисквит                | Мясной бисквит                | Великобритания            | Dunmore                                                    | 11,89 | 10,81 | 8,06  | 67,94               | 397,8       |
| Мясной бисквит                | Мясной бисквит                | Великобритания            | Armebis™ — Spratts Patent Ltd, Лондон                      | 8,51  | 15,75 | 15,80 | 58,04               | 449,4       |
| Запасной рацион               | Запасной рацион               | Великобритания            | Woolwich                                                   | 6,94  | 8,00  | 18,11 | 65,58               | 470,0       |
| Армейский рацион              | Армейский рацион              | Франция                   | Grouvel                                                    | 14,71 | 30,57 | 18,77 | 31,45               | 428,8       |
| Полевой рацион                | Полевой рацион                | Великобритания            | Morel                                                      | 27,45 | 32,94 | 23,60 | 10,54               | 397,7       |
| Пеммикан                      | Пеммикан                      | Австралия                 | австралийские производители                                | 2,39  | 51,70 | 42,08 | н/д                 | 603,3       |
| Пеммикан                      | Пеммикан                      | Соединённые Штаты Америки | Arctic Food Co., Миннеаполис                               | 7,25  | 17,75 | 39,55 | 28,32               | 574,5       |
| Армейский рацион              | Армейский рацион              | Великобритания            | Maconochie Bros., Лондон, Лоустофт, Сторновей, Фрейзербург | 63,56 | 15,30 | 12,76 | 7,25                | 303,9       |
| Служебный рацион              | Служебный рацион              | Великобритания            | Maconochie Bros., Лондон, Лоустофт, Сторновей, Фрейзербург | 76,59 | 9,72  | 5,48  | 5,88                | 114,9       |
| Куруза*                       | Куруза*                       | Франция                   | Jacques, Нант                                              | 21,03 | 24,10 | 21,22 | 27,35               | 408,2       |
| Пиноле                        | Пиноле                        | Соединённые Штаты Америки |                                                            | 7,83  | 7,50  | 4,50  | 72,67               | 370,5       |
| Пандегер                      | Пандегер                      | Франция                   |                                                            | 10,62 | 10,75 | 0,50  | 76,80               | 379,0       |
| Гороховый суповой концентрат  | Гороховый суповой концентрат  | Великобритания            | E. Lazenby & Son, Лондон                                   | 14,16 | 22,75 | 1,60  | 53,58               | 327,8       |
| Прессованная говядина         | Прессованная говядина         | Великобритания            |                                                            | 61,28 | 31,05 | 5,83  | н/д                 | 181,5       |

| Примечания |
| --- |
| * Партия сухпайков данных наименований (марки «Jacques» и «Tanty»), массой по 361 г (12,75 унций) каждый («Jacques»), в опытном порядке закупалась у французских и американских поставщиков Главным интендантским управлением Российской императорской армии в конце XIX в. ( — выделены жёлтым цветом) |
| Источники информации |
| - Atkins, Peter J. Vinegar and Sugar: The Early History of Factory-Made Jams, Pickles and Sauces in Britain. (англ.) / The Food Industries of Europe in the Nineteenth and Twentieth Centuries. / Edited by Derek J. Oddy and Alain Drouard. — London and New York: Routledge, 2016. — P.42 — 284 p. — ISBN 978-1-4094-5439-7. - Firth, R. H. Alexander Prize Essay, 1888. (англ.) // Journal of the United Service Institution of India. — New Delhi: United Service Institution of India, 1889. — Vol. 18 — P.25-66. - Munson, Edward Lyman. The Theory and Practice of Military Hygiene. (англ.) — N.Y.: William Wood and Company, 1901. — P.284-288 — 971 p. - Sendtner, Rudolf Analysis of Commercial Extracts of Beef and Bouillon Extracts. (англ.) // American Druggist : An Illustrated Monthly Journal of Pharmacy, Chemistry, and Materia Medica. — N.Y.: Wm. Wood & Co., August 1887. — Vol.16 — No.8 — P.149. - Woods, Chas. D. ; Merrill, L. H. Analyses of Miscellaneous Food Materials. (англ.) // Annual Report of the Maine Agricultural Experiment Station. — Augusta, Maine: Kennebec Journal Print, 1902. — Vol.17 — P.100-104 |

### Первая мировая война
Ко времени начала Первой мировой войны общевойсковые индивидуальные рационы питания вооружённых сил государств — участников Антанты и Тройственного союза подразделялись на следующие стандартные разновидности:
- «Дневной рацион» (англ. day’s ration, нем. die Tagesration, фр. ration journalière) — рассчитанный на три приёма пищи, — завтрак, обед и ужин — в течение одного дня (отсюда и название). Стандартный д. р. британского военнослужащего включал в себя: красные мясопродукты и отдельно бекон, сыр, хлеб, джем, горчицу, а также сыпучие продукты и приправы: чай, сахар, соль, перец;
- «Резервный рацион» (англ. preserved ration) — рассчитанный на потребление после исчерпания «дневного рациона» на вторые и третьи сутки автономного существования в отрыве от основных сил;
- «Железный рацион» (англ. iron ration, нем. die eiserne Ration) — разновидность сухого пайка, в котором все пищевые продукты запакованы в герметичную тару, на том этапе исторического развития в качестве такой тары использовались в основном жестяные консервные ёмкости с толстыми стенками (отсюда и название). Согласно нормам тыла и снабжения, принятым в Британской армии (включая БЭС во Франции), ж. р. мог быть распечатан рядовыми военнослужащими только в экстренном случае и только с разрешения их непосредственного начальника — офицера, например, в том случае, если возможность обеспечения войск горячим питанием не была предусмотрена, дневные и хранимые рационы питания были исчерпаны, а новые взамен израсходованных своевременно подвезены не были.

Кроме того, ещё до войны существовали промежуточные варианты распаевания и распределения пищи, например, «половинный рацион» (англ. half ration, нем. die halbe Ration),:93 выдававшийся, как правило, в тех случаях, когда войска в пункте постоянной дислокации были обеспечены горячим питанием ежедневно, а характер выполняемой конкретным подразделением задачи предполагал пропуск одного или двух приёмов пищи, например, в ходе непродолжительных манёвров (учений) войск за пределами гарнизона, в ходе передвижения войск между стационарным и полевым пунктами дислокации, из города на стрельбище и обратно, и в тому подобных ситуациях. В случае необходимости экономии, обусловленной нехваткой провизии при отсутствии запасов и невозможности добычи пропитания непосредственно в месте текущего расположения части, офицерами тыловой службы рассчитывались нормы потребления пищи, позволяющие продержаться до ожидаемого прибытия транспорта с провиантом и войска переходили на «урезанный паёк» (англ. short ration, нем. die verkleinerte Portion),:164 представлявший собой количественно и качественно сокращённый дневной рацион, из которого исключались временно недоступные продукты и сокращалась норма потребления продуктов имеющихся в наличии.
При этом нормы питания и снабжения действующей армии и запасных частей в тыловых гарнизонах различались, так как фронтовым частям был положен «военный паёк» (англ. war ration, нем. Kriegsportion),:164 отличавшийся от пайка мирного времени большей калорийностью пищи. Характер боевого применения частей военной авиации на начальном этапе её исторического развития (действия в районе линии фронта в привязке к полевым и стационарным аэродромам в прифронтовой полосе), не предполагал разработки отдельных сухпайков для авиаторов. Для доставки горячей пищи и рационов питания войскам непосредственно в окопы, что было непростой задачей в условиях позиционной войны, отряжались специально для этих целей сформированные продовольственные команды (англ. ration party), как правило, под руководством младших офицеров, нещадно обстреливаемые противником по мере продвижения к окопам и обратно, — каждый отдельный акт доставки пищи войскам на фронте представлял собой целую операцию, требовавшую использования факторов, исключающих нормальную видимость на поля боя (ливень, метель, туман) и тёмного времени суток для её успешной реализации. В этом плане снабжение войск сухпайками в необходимом количестве уже само по себе позволяло снизить потери войск на фронте.

## Требования
К современному сухому пайку предъявляются следующие основные требования:
- Возможность длительного хранения. В сухой паёк не должны входить продукты, требующие особых условий хранения (майонез, свежие фрукты и т. д.);
- Продукты, входящие в сухой паёк, должны быть готовыми к употреблению либо простыми в приготовлении;
- В сухой паёк должны входить легкоусваиваемые продукты, не вызывающие пищевых расстройств, аллергии и т. д.;
- Упаковка сухого пайка (как правило, герметичная, из влагонепроницаемого материала) должна защищать его от промокания и загрязнения;
- Достаточная пищевая и энергетическая ценность.

В некоторых случаях предъявляются особые требования к рациону питания: например, пищевые продукты для космонавтов не должны образовывать крошек и брызг, опасных в условиях невесомости.

## Состав
В состав индивидуальных рационов питания обычно входят:
- Консервированные продукты, например тушёнка, сгущёнка и т. д.;
- Сушёные и сублимированные продукты (сухое молоко, растворимый кофе, супы быстрого приготовления);
- Сухари, крекеры или галеты;
- Напитки, такие как чёрный чай, растворимые витаминные напитки (например, «Адаптон»);
- Десерт: яблочный джем, темный шоколад, энергетические батончики;
- Пищевые добавки (соль, сахар, приправы);
- Витамины.

Кроме пищевых продуктов, в состав сухого пайка включают:
- Одноразовую посуду;
- Средства гигиены (дезинфицирующие салфетки, жевательную резинку);
- Средства для разогрева продуктов — например, сухое горючее;
- Средства для обеззараживания воды.

Сухой паёк не включает в себя воду — она выдаётся отдельно или добывается на месте (за исключением пайков с беспламенным разогревателем, в которых может попадаться вода для его использования, а также ИРП для моряков).

### Средства подогрева продуктов
В состав большинства сухих пайков входят средства разогрева пищи. Иногда используются источники открытого огня, иногда — химические разогреватели.
Источники открытого огня состоят из запаса горючего материала (сухое горючее), средств поджига (ветроустойчивые спички) и конструкции для удобной и безопасной организации процесса разогрева (таганка). Порция еды в огнестойкой упаковке размещается на таганке над открытым пламенем. Упаковка обычно вскрывается, чтобы обеспечить выход пара и удобство размешивания.
Химический разогреватель (беспламенный химический нагреватель) чаще всего представляет собой пластиковый пакет и набор капсул с химреактивами. Порция еды в неповрежденной водостойкой упаковке помещается в пластиковый пакет вместе с капсулой и заливается водой. Смачивание капсулы водой инициирует экзотермическую реакцию, скорости тепловыделения и количества тепла от которой достаточно для разогрева порции еды.
Реже используются совмещенные конструкции, когда упакованная еда, капсулы с комплектом химреактивов и средства инициации разогрева совмещены в единой упаковке (см. саморазогревающаяся консервная банка или саморазогревающаяся упаковка).
Типовые используемые химические реакции:
- Гашение извести: CaO + H2O → Ca(OH)2 + 63,7 кДж/моль.
- Смесь медного купороса, поваренной соли и алюминия, активируемая водой. Поваренная соль служит для разрушения оксидной пленки на алюминии, после чего идут реакции с алюминием: 2Al + 6H2O → 2Al(OH)3 + 3H2 и реакция замещения 3CuSO4 + 2Al → 3Cu + Al2(SO4)3.
- Смесь порошкообразных магния, железа и поваренной соли, активируемая водой.[7] Металлические порошки и раствор соли образуют множество короткозамкнутых гальванических элементов. Химический процесс: Mg + 2H2O → Mg(OH)2 + H2. Типовое содержание в одной капсуле: 7,5 грамм смеси Mg (95 % по массе) и Fe (5 %), 0,5 грамм NaCl. Также добавляются вещества для подавления пенообразования.[8]

### Пищевые продукты, запрещённые к включению в состав сухого пайка
- Все скоропортящиеся пищевые продукты (требующие для сохранения качества и безопасности специальных температурных или иных режимов, без обеспечения которых они подвергаются необратимым изменениям), в том числе майонез;
- Продукты, содержащие жгучие специи, алкоголь, кофе натуральный, ядра абрикосовых косточек, кулинарные и кондитерские жиры, пиросульфит натрия, соль пищевую поваренную свыше 0,8 процента, нитриты свыше 0,03 %;
- Фрукты и овощи: экзотические, мнущиеся, способные подвергаться быстрой порче, немытые;
- Кондитерские изделия с высоким содержанием какао, кондитерские изделия с кремовыми наполнителями;
- Пищевые продукты, не имеющие документов, подтверждающих их качество и безопасность.

## Применение
Основными потребителями индивидуальных рационов являются военные — сухой паёк выдаётся военнослужащим для питания в походных условиях, когда нет возможности развернуть походную кухню. Также сухой паёк употребляется:
- Рабочими, работающими вахтенным методом либо в ночную смену в условиях, когда нет возможности готовить горячую пищу;
- Лётными составами, осуществляющими длительные беспосадочные перелёты, а также на запасных и резервных аэродромах;
- Экипажами подводных и надводных кораблей, не имеющих камбуза при выходе в море на сутки и более;
- Гуманитарными организациями;
- Спасателями;
- Альпинистами, туристами, геологами, участниками экспедиций продолжительностью более суток;
- Заключёнными на этапе.

## В армии Российской империи
На протяжении всего периода существования Российской Империи в армии не имелось полноценного сухого пайка. При невозможности обеспечения солдата каком-либо видом свежего продукта, он подлежал замене сушеным или консервированным аналогом. Так, хлеб заменялся сухарями или мукой для выпечки хлеба, мясо солониной, а позднее консервами, а свежие рыба и овощи сушеными аналогами. При необходимости выдачи провианта на несколько дней, как правило просто выдавали сухари, сало или солонину, крупу и соль.
Важной особенностью российской армии периода Империи — глубокое влияние православия на все аспекты жизни солдата, включая питание. По возможности в армии старались соблюдать пищевые предписания во время всех постов, количество которых составляло в сумме 200 дней году. В эти дни солдату не была положена скоромная пища: вместо мяса он получал рыбу, а вместо сливочного масла и сала — растительное масло. Во время строгих постов не положена была и рыба. Причем ввиду отсутствия иных способов сохранения свежей рыбы, зачастую солдат получал рыбу в виде сушеных снетков из соотношения 1/4 фунта сушеной рыбы вместо 1 фунта мяса: свежую рыбу могли получать лишь части, расположенные в прибрежных регионах и имеющиеся возможность самостоятельно обеспечивать себя свежей рыбой.

### История норм питания
Зарождение полноцеенных норм питания в армии Российской Империи началось во времена властвования Петра Первого. До него вопрос питания лежал на самих солдатах, которые должны были сами добывать себе пропитание путем охоты, собирательства, покупки или обмена с местным населения, а зачастую, и обычным грабежом.
При Петре Первом в российской армии появились первые стандартизированы нормы суточного довольствия армии. Норма продуктов для солдата называлась порционом, тогда как суточный фураж для лошади именовался рационом.
Один порцион содержал следующий перечень продуктов:
| №  | Наименование продукта | Количество      | Примечание                                       |
| 1. | Хлеб                  | 819 г           |                                                  |
| 2. | Мясо                  | 410 г           |                                                  |
|    | или рыба сушения      | 100 г           | в постный день взамен мяса                       |
| 3. | Крупа разная          | 6.13 кг в месяц | помимо крупы могла выдаваться чечевица или горох |
| 4. | Соль                  | 819 г в месяц   |                                                  |
| 5. | Уксус                 | не лимитируется |                                                  |
| 6. | Вино (водка)          | 0.246 литра     |                                                  |
| 7. | Пиво                  | 3.27 литра      |                                                  |

Все выходящие за рамки порциона продукты, такие как овощи, яйца, рыба, масла и специи, предполагалось докупать на местах на выделенные из казны деньги.
В зависимости от чина и должности солдату выдавалось разное количество порционов и рационов. В таблице ниже перечислены все нормы рационов и порционов для каждой категории военнослужащих.
| Чин | Порционов | Рационов |
| Генерал-фельдмаршал | 200       | 200      |
| Генерал-кригс-комисар* | 180       | 100      |
| Генерал фельдмаршал-лейтенант**                                                                                                   | 150       | 100      |
| Генерал фельдцейгмейстер, Генерал от инфантерии, Генерал от кавалерии                                                             | 100       | 80       |
| Генерал-лейтенант | 70        | 50       |
| Генерал-майор | 60        | 40       |
| Бригадир | 55        | 30       |
| Оберштер-кригс-комисар | 50        | 36       |
| Генерал-квартирмейстер*** | 50        | 30       |
| Полковник кавалерии (очевидно, чины ниже, начиная с этого можно полагать штаб-офицерскими)                                        | 50        | 22       |
| Полковник пехоты | 50        | 17       |
| Генерал-аудитор***, Фельд-кригс-цалмейстер, Обер-комисар                                                                          | 26        | 18       |
| Генерал-квартирмейстер-лейтенант***                                                                                               | 26        | 17       |
| Генерал-адъютант***, Генералс-адъютант***, Флигель-адъютант по их рангам против кавалерии, Вышний полевой священник, Обер-инженер | 26        | 16       |
| Генерал-аудитор-лейтенант | 25        | 17       |
| Подполковник кавалерии | 25        | 15       |
| Подполковник пехоты | 25        | 11       |
| Генерал-штаб-квартирмейстер*** | 24        | 16       |
| Полевой почтмейстер с принадлежащими ему людьми                                                                                   | 21        | 12       |
| Генерал-вагенмейстер*** | 20        | 14       |
| Примиэр-майор кавалерии | 19        | 15       |
| Примиэр-майор пехоты | 19        | 11       |
| Секунд-майор кавалерии | 17        | 12       |
| Секунд-майор пехоты | 17        | 8        |
| Фельд-медикус | 16        | 10       |
| Секретарь комисариата, секретарь генерал-фельдмаршала                                                                             | 16        | 5        |
| Капитан драгунский (пожалуй, начиная с этого чина и ниже относятся к обер-офицерским чинам)                                       | 15        | 7        |
| Капитан пехоты | 15        | 5        |
| Секретарь генерал-фельдмаршал-лейтенанта                                                                                          | 14        | 4        |
| Генерал-фискал*** | 13        | 8        |
| Обер-квартирмейстер, обер-аудитор                                                                                                 | 12        | 8        |
| Секретарь генеральский | 12        | 3        |
| Генерал-профос*** | 10        | 16       |
| Капитан над вожами****, Генерал-гевалдигер***                                                                                     | 10        | 8        |
| Полевой аптекарь | 10        | 6        |
| Порутчик драгунский | 9         | 6        |
| Порутчик пехотный | 9         | 4        |
| Подпорутчик драгунский | 7         | 5        |
| Подпорутчик пехотный | 7         | 3        |
| Штаб фуриер, Полевой куриер | 6         | 2        |
| Обер-фискал | 5         | 6        |
| Полковой квартирмейстер | 5         | 5        |
| Прапорщик драгунский | 5         | 4        |
| Прапорщик пехотный | 5         | 3        |
| Штаб-лекарь (очевидно чины, начиная с этого и ниже относятся к унтер-офицерским чинам)                                            | 4         | 4        |
| В кавалерии- Полковой комисар, полковой адъютант                                                                                  | 4         | 4        |
| Полковой аудитор, Полковой поп, Полковой лекарь, Вахмистр драгунский                                                              | 3         | 3        |
| Писарь генерал-фельдмаршальский                                                                                                   | 3         | 2        |
| Сержант пехотный***** | 3         | -        |
| В кавалерии — Полковой обозный, Полковой провиантмейстер, Полковой фискал                                                         | 2         | 3        |
| В пехоте — Полковой обозный, Полковой фискал, Полковой профос, Полковой провиантмейстер                                           | 2         | 2        |
| Полковой писарь, Аптекарский гезель                                                                                               | 2         | 2        |
| Фуриер драгунский | 2         | 2        |
| В кавалерии — Ротный писарь, ротный фельдшер                                                                                      | 2         | 1        |
| Писарь генеральский и бригадирский                                                                                                | 2         | 1        |
| В пехоте — Подпрапорщик, Каптенармус, Фурирер, Корпорал, Ротный писарь, Ротный фельдшер                                           | 2         | -        |
| В кавалерии — Ротный кузнец, ротный седельник (очевидно чины, начиная с этого и ниже относятся к солдатам)                        | 1         | 1        |
| Пфейфер, Флейщик, гобоист, солдат******                                                                                           | 1         |          |

Разумеется, выделение такого избыточного количества порционов для высших чинов не было предназначено сугубо для нужд их питания. Вместо этого излишки порционов предназначались для обеспечения свиты и слуг чина, не входящих в состав армии и не получавшей порционы, а также для использования в хозяйственных нуждах. Такая система была распространена в армиях того времени: порционы или их денежные эквиваленты можно было использовать для покупки дополнительных продуктов у торговцев, следующих за армией. Это позволяло поддерживать достаточный уровень обеспечения и обслуживания в полевых условиях, что было важно для поддержания боеспособности и престижа командного состава.
Серьёзные изменения в нормах снабждения Петра первого не происходили вплоть до конца 19 века.

### Первая мировая война
К началу 20 века пищевой рацион солдата российской императорской армии военного времени регулировался приказом военного министра № 346 от 11 ноября 1899 г. (как и рацион унтер-офицеров), состоял из 3-х частей:
- Провиант (выдавали продуктами);
- Приварочные деньги;
- Чайные деньги.

Провиант выдавался в натуральном виде, то есть непосредственно продуктами. Приварочные деньги и чайные деньги выдавались на приобретение строго оговоренных продуктов в определённом количестве, исходя из рыночных цен той местности, где располагалась воинская часть. Стоимость суточного солдатского пайка в мирное время составляла 19 коп., что составляло в год 70 руб.
В таблице ниже приведены действительные нормы довольствия из вышеописанного приказа, в том числе и предполагаемый граммаж продуктов, на которые выделялись приварочные и чайные деньги.
| №  | Наименование продукта    | Количество в оригинальных величинах | Количество в граммах | Примечание                                            |
| 1. | Хлеб ржаной              | 2 ф 48. зол                         | 1024 г               |                                                       |
|    | или сухари ржаные        | 1 ф 72. зол                         | 717 г                |                                                       |
| 2. | Мясо свежее              | 1 ф                                 | 409,5 г              | Говядина 2 сорта                                      |
|    | или консервы мясные      | 72 зол                              | 306.72 г             | 1 стандартная банка                                   |
| 3. | Крупа разная             | 24 зол                              | 102.4 г              | помимо крупы могла выдаваться чечевица или горох      |
| 4. | Овощи свежие             | 60 зол                              | 255.6 г              | как правило, капуста, лук, картошка                   |
|    | или овощи сушеные        | 4 зол                               | 17.04 г              |                                                       |
| 5. | Мука подболточная        | 4 зол                               | 17.04 г              | Мука грубого помола, применялась как загуститель супа |
| 6. | Масло сливочное или сало | 5 зол.                              | 21.3 г               |                                                       |
|    | Соль                     | 11 зол                              | 46.86 г              |                                                       |
|    | Чай                      | 0.48 зол                            | 2 г                  |                                                       |
|    | Сахар                    | 6 зол                               | 25.56 г              |                                                       |
|    | Перец                    | 1/6 зол                             | 0.71 г               |                                                       |

Нормы питания для мирного времени были аналогичны, за тем лишь исключением, что норма питания по мясу была меньше и составляла 1/2 фунта или 204.75 грамма мяса. Однако 6 декабря 1905, после революции 1905 года, Николай II личным указом (пр.в.в. 1905 № 769) приказал увеличить указную дачу мяса на ¼ фунта в день на человека, то есть определить таковую в 3/4 фунта (306.72 грамма) в день на человека.
Эти нормы с небольшими изменениями по ходу действий Первой Мировой войны использовались вплоть до конца существования Российской Империи и продолжали в урезанном виде применяться всеми сторонами гражданской войны.

## В РККА и Советской армии

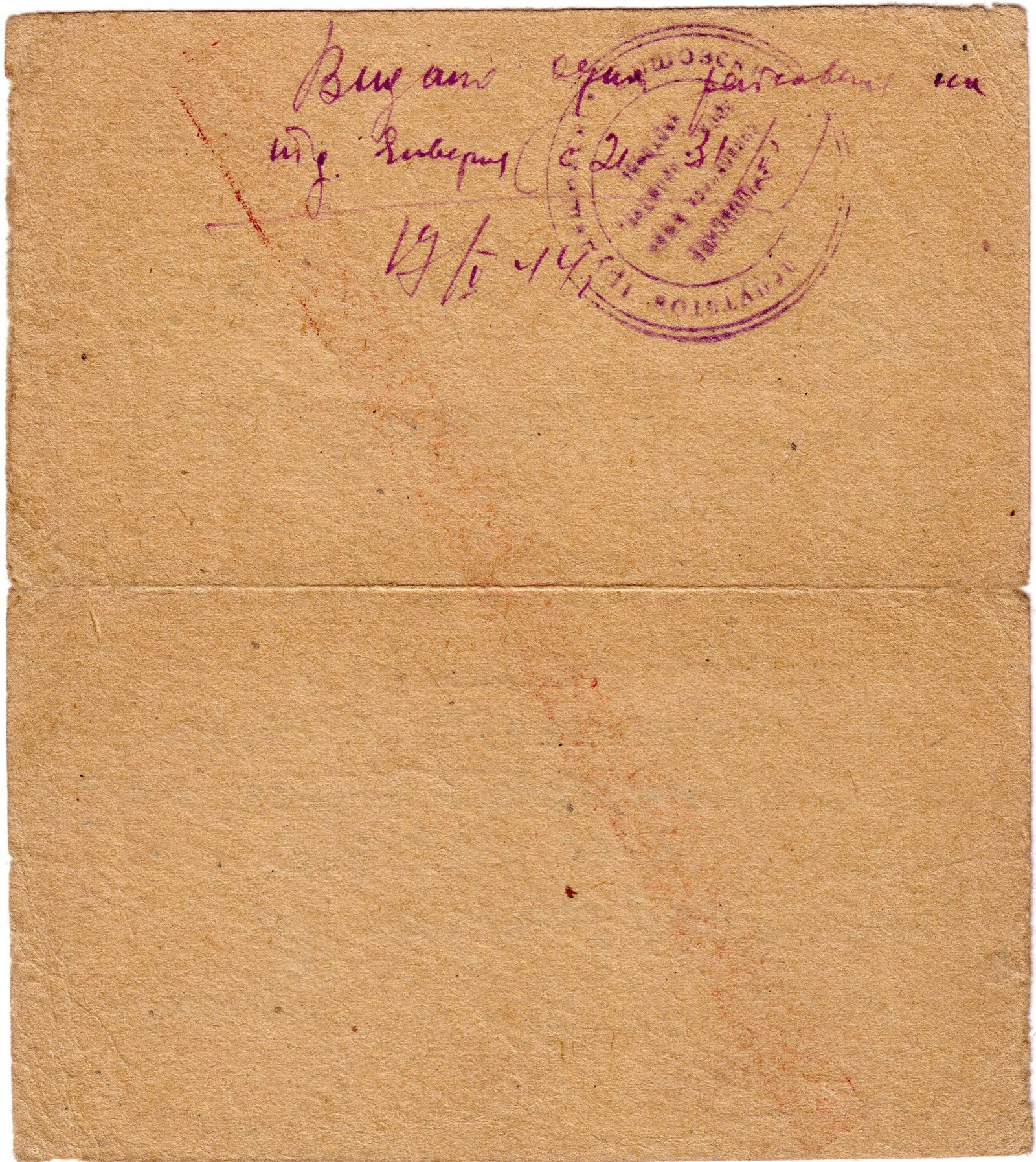
Отметка о выдаче пайка на десять дней. Великая Отечественная война, 1944 год

В первоначальный период РККА по сути наследовала ту же структуру пищевого обеспечения, что и в царские времена. Существовала таблица замен свежих продуктов их сушеными или консервированными аналогами, тогда как все также предполагалось исключительно котловое довольствие солдат.
Необходимость в наличии автономного сухого пайка остро встала во время Зимней войны, когда зачастую нельзя было обеспечить питанием солдат с помощью полевой кухни. Он предназначался для выдачи войскам в случае невозможности обеспечения довольствия по стандартным нормам, а также мог выдаваться для автономного питания групп, действующих в отрыве от основных сил и не имеющих доступа к котловому довольствию. Из-за этого на организованном совещании ЦК ВКП(б), проходившем 14-17 апреля 1940 г. с приглашением высшего командного состава РККА выявлялись и решались текущие недостатки в организации армии по итогам прошедше войны.
На нем было выявлено, что даже при условии наличия на складе продуктов, боевая обстановка не всегда позволяла обеспечить солдата горячей пищей, особенно в зимнее время. По итогам совещания перед продовольственной службой Красной Армии была поставлена задача внедрить в практику питания продукты, которые имели бы небольшой вес и объём, могли храниться достаточно долго в любых температурных условиях, не требовать предварительной подготовки и обработки, и быстро готовиться. В решении этого вопроса большую роль оказали тогдашние успехи советской пищевой промышленности, наладившей выпуск пищевых концентратов каш и супов, не требующих долгих приготовлений.
В Вооружённых силах СССР нормы суточного довольствия сухим пайком на день, на одного человека были утверждены постановлением СНК СССР и ЦК ВКП(б) № 1357—551сс от 15 мая 1941 года и приказом НКО СССР № 208 от 24 мая 1941 года. Сухой паек был стандартизирован в качестве нормы № 7. Введен с 1 июня 1941 года и включал:
| №   | Наименование продукта                | Количество       | Примечание |
| 1.  | Сухари ржаные                        | 600 г (до сушки) | |
| 2.  | Концентрированная каша из пшена      | 200 г            | Также могла быть рисовая, гречневая, перловая                                                                 |
| 3.  | Концентрированный суп-пюре гороховый | 75 г             | Также существовали варианты концентрата борща, щщей из сушеных или сыросушенных овощей, а также крупяные супы |
| 4.  | Колбаса «Минская»                    | 100 г            | могла быть заменена любой другой колбасой                                                                     |
| или | вобла суховяленная/копчёная          | 150 г            | |
| или | сыр-брынза                           | 150 г            | |
| или | суховяленное рыбное филе             | 100 г            | |
| или | мясные консервы                      | 113 г            | |
| или | сельдь солёная                       | 200 г            | |
| или | бекон/сало свиное                    | 70 г             | |
| или | яйца                                 | 2 шт.            | |
| или | мясо свежее                          | 133 г            | |
|     | Сахар                                | 35 г             | мог быть заменён медом в полуторном размере или изюмом в двойном                                              |
|     | Чай                                  | 2 г              | |
|     | Соль                                 | 10 г             | |

Концентрат супа предполагалось раздробить и варить в 600 мл воды в течение 10-15 минут. Аналогично, с меньшим количеством воды готовилась и каша. При этом 200 грамм концентрата каши — это 2 порции каши, потому за один раз необходимо было варить только половину брикета. Рекомендации по распределению суточного питания были следующие:
| Наименование продукта                | Завтрак       | Обед          | Ужин          |
| Сухари ржаные                        | 200 г         | 250 г         | 150 г         |
| Концентрированная каша из пшена      | -             | 100 г         | 100 г         |
| Концентрированный суп-пюре гороховый | -             | 75 г          |               |
| Колбаса «Минская»                    | -             | 100 г         | -             |
| вобла суховяленная/копчёная          | -             | 150 г         | -             |
| сыр-брынза                           | -             | 150 г         | -             |
| суховяленное рыбное филе             | -             | 100 г         | -             |
| мясные консервы                      | -             | 113 г         | -             |
| сельдь солёная                       | -             | 200 г         | -             |
| бекон/сало свиное                    | -             | 70 г          | -             |
| яйца                                 | -             | 2 шт.         | -             |
| мясо свежее                          | -             | 133 г         | -             |
| Сахар                                | 20 г          | -             | 15 г          |
| Чай                                  | 1 г           | -             | 1 г           |
| Соль                                 | по усмотрению | по усмотрению | по усмотрению |

Для приучения личного состава к пайку, в мирное время паек предназначался к выдаче четыре раза в месяц взамен основного красноармейского и курсантского пайков.
Тяжелая обстановка первых месяцев войны заставила пересмотреть все нормы питания и уменьшить их для частей, не задействованных в боевых действиях.
Сухой паек, уже как норма № 12, был утвержден постановлением ГОКО № 622сс от 12.09.1941 и Приказом НКО СССР № 312 от 22.09.1941 г. Введен с 20.09.1941 г. и включал:
| №   | Наименование продукта                | Норма частей действующей армии | Норма частей, не входящих в состав действующей армии | Примечание                                                       |
| 1.  | Сухари ржаные                        | 500 г                          | 400 г                                                |                                                                  |
| 2.  | Концентрированная каша из пшена      | 200 г                          | 200 г                                                | Также могла быть рисовая, гречневая, перловая                    |
| 3.  | Концентрированный суп-пюре гороховый | 75 г                           | 75 г                                                 |                                                                  |
| 4.  | Колбаса «Минская»                    | 100 г                          | 80 г                                                 | могла быть заменена любой другой колбасой                        |
| или | вобла суховяленная/копчёная          | 150 г                          | 120 г                                                |                                                                  |
| или | сыр-брынза                           | 150 г                          | 120 г                                                |                                                                  |
| или | суховяленное рыбное филе             | 100 г                          | 80 г                                                 |                                                                  |
| или | мясные консервы                      | 113 г                          | не выдавались                                        |                                                                  |
| или | сельдь солёная                       | 200 г                          | 160 г                                                |                                                                  |
| или | бекон/сало свиное                    | 70 г                           | 60 г                                                 |                                                                  |
| или | яйца                                 | 2 шт                           | 2 шт                                                 |                                                                  |
| или | мясо свежее                          | 133 г                          | 100 г                                                |                                                                  |
|     | Сахар                                | 35 г                           | 35 г                                                 | мог быть заменён медом в полуторном размере или изюмом в двойном |
|     | Чай                                  | 2 г                            | 2 г                                                  |                                                                  |
|     | Соль                                 | 10 г                           | 10 г                                                 |                                                                  |

В послевоенное время с улучшением продовольственного положения в стране и с ростом производства консервированных блюд, нормы сухого пайка были увеличены и в его состав зачастую стали входить консервированные продукты взамен колбасе и пищевым концентратам.
Так, в составе пайка постепенно появляются консервы мясные и мясорастительные, а концентраты супа и каши, которые солдат не всегда имел возможность приготовить, были убраны из состава пайка.
К мясным консервам относится тушёное мясо (говядина, баранина, свинина), колбасный фарш или же печёночный паштет.
Консервы мясорастительные представляют собой кашу с мясом в различных сочетаниях, но как правило гречневую, рисовую или перловую с говядиной, свининой или бараниной..
Эталон № 1 сухого пайка редакции 1974 года включал в себя
| №  | Наименование продукта     | Завтрак | Обед   | Ужин   |
| 1. | Галеты или сухари         | 100 гр  | 100 гр | 100 гр |
| 2. | Консервы мясные           | 250 гр  | -      | -      |
| 3. | Консервы мясорастительные | -       | 265 гр | 265 гр |
| 6. | Сахар                     | 45 гр   | 45 гр  | 45 гр  |
| 7. | Чай                       | 1 гр    | -      | 1 гр   |

Дополнительно к пайку положена выдача 400 грамм хлеба или 300 грамм сухарей.
В Вооружённых силах СССР в 1980-е годы были введены новые нормы сухого пайк. Хранился паек в картонной коробке. Существовало 2 версии пайка:
| №  | Наименование продукта                 | Вариант 1           | Вариант 2           |
| 1. | Галеты «Арктика»                      | 270-300 г           | 270-300 г           |
|    | или хлеб                              | 500 г               | 500 г               |
| 2. | Консервы мясные                       | 450 г (2 банки)     | 325-328 г (1 банка) |
| 3. | Консервы мясорастительные             | 250-265 г (1 банка) | 500-530 г (2 банки) |
| 4. | Молоко сгущённое                      | 110 г               | -                   |
| 5. | Сок фруктовый                         | 140 г               | -                   |
| 6. | Сахар                                 | 60 г                | 180 г               |
| 7. | Чай (заварка в одноразовых пакетиках) | 3 пак.              | 3 пак.              |
| 8. | Салфетки гигиенические                | 3 шт.               | 3 шт.               |

В дальнейшем выпускалось шесть вариантов укладки общевойскового сухого пайка, дабы разнообразить рацион военнослужащих. Варианты укладки имели незначительное отличие по комплектации, в основном это касалось наименований консервов и сока.

## В Вооружённых силах России после 1991 года
В Вооружённых силах Российской Федерации используется «Индивидуальный рацион питания» в двух основных разновидностях: ИРП-Б и ИРП-П. Также имеются дополнительные:
- ИРП-ПР (промежуточный), ИРП-МГ (малогабаритный) — для замены 1 (2) приёмов горячей (приготовленной) пищи;
- аварийные индивидуальные рационы питания (морской, бортовой для лётного экипажа).

По состоянию на январь 2019 года состав рационов питания, в том числе ИРП, в России регламентируется приказом Министра обороны от 21 июня 2011 года № 888.

### Индивидуальный рацион питания — боевой (ИРП-Б)
В состав ИРП-Б, как правило, входят четыре консервные банки (консервы мясные (тушёнка), консервы в виде фарша или паштета, гречневая и рисовая каши с говядиной и рыбные консервы), 6 упаковок хлебцев армейских (чаще всего обычные пресные крекеры), чай растворимый с сахаром 2 пакета, концентрат сухого натурального напитка «Молодец», кофе растворимый 1 пакет, сахар песок 4 пакета, повидло фруктовое, соус томатный, 1 таблетка поливитаминов, 3 таблетки «Акватабс» для обеззараживания воды, разогреватель портативный (4 таблетки сухого спирта), консервный нож, ложка, спички ветроводоустойчивые и 3 гигиенических салфетки.
Вес ИРП-Б — 1,5 кг вместе с упаковкой. Энергетическая ценность — 3590 ккал.

### Индивидуальный рацион питания — повседневный (ИРП-П)

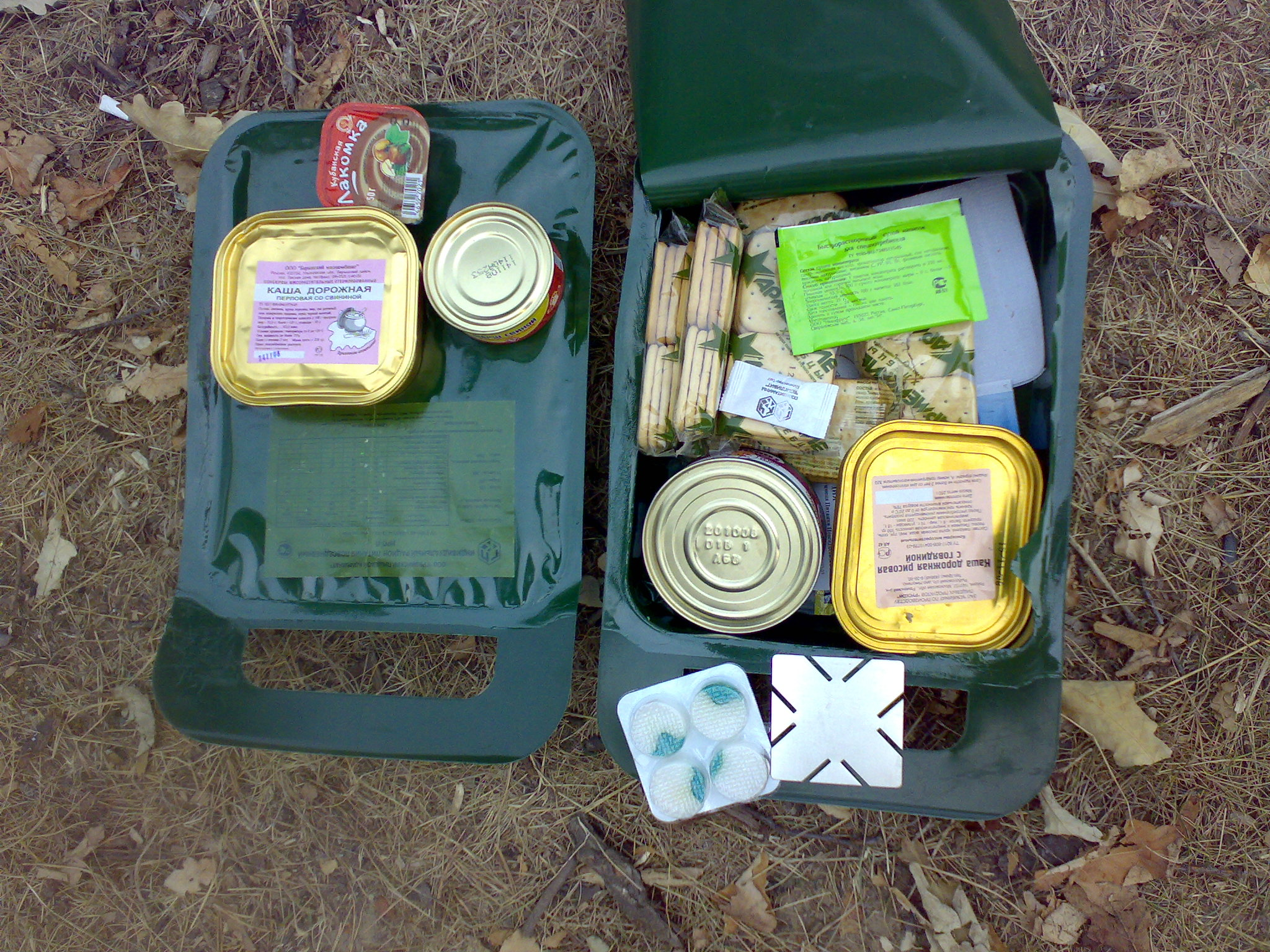
Повседневный набор ИРП-П (старого образца)

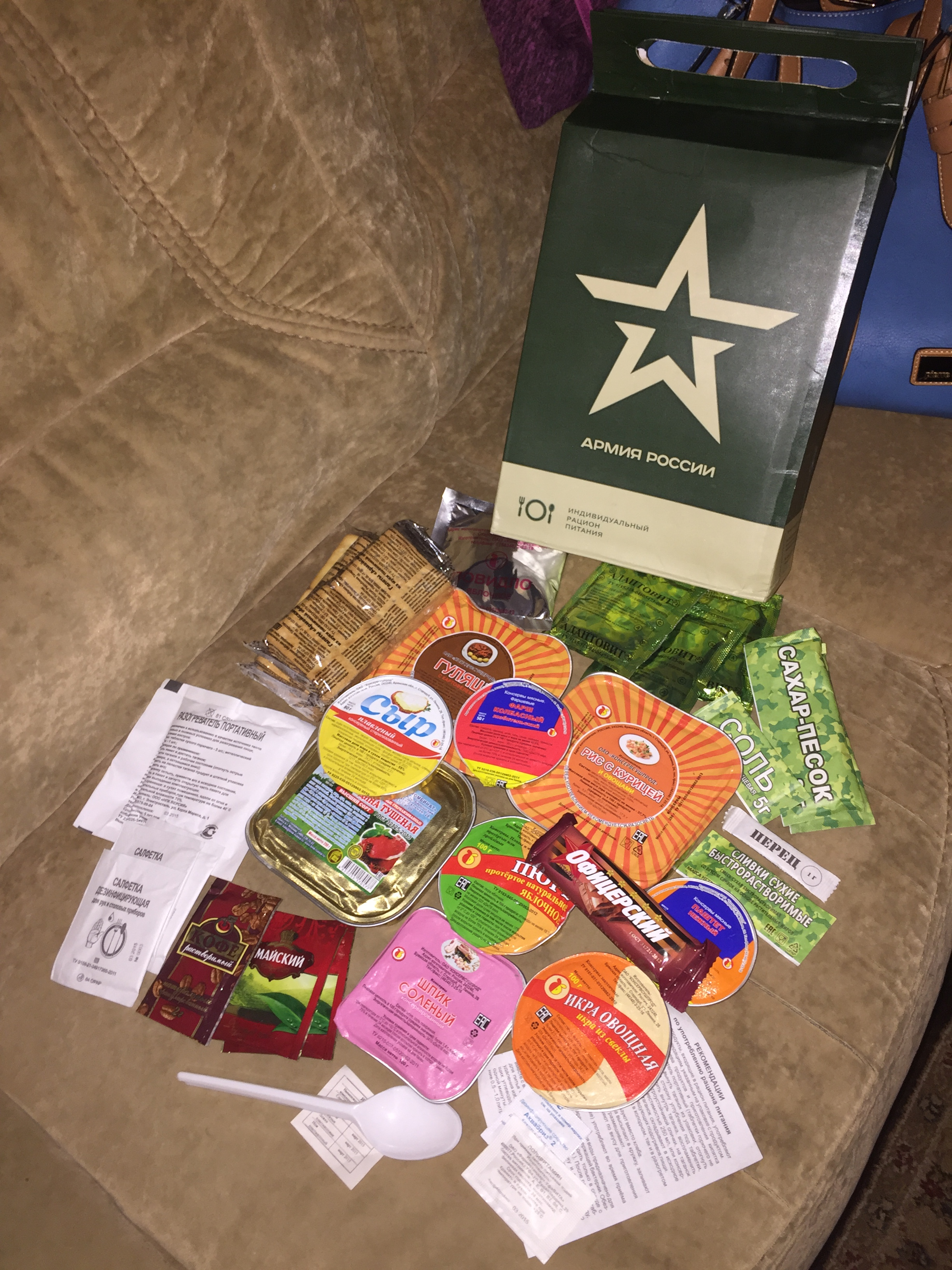
ИРП-П военнослужащих ВС РФ, 2016 год

Индивидуальный рацион питания повседневный (ИРП-П) имеет 7 вариантов (по числу дней недели, где № 1 — понедельник, № 2 — вторник и так далее). Все варианты различаются перечнем основных консервированных блюд. Паёк рассчитан на сутки (на три приёма пищи (завтрак, обед, ужин) в течение до 1 недели, и не слишком отличается от боевого, он немного меньше по массе и калорийности, его используют при повседневной деятельности, в отсутствии полевой кухни. Также содержимое пайков различается в зависимости от производителя. Крупнейшие производители сухпайков ИРП РФ — ООО «Барышский мясокомбинат», ПАО «Грязинский пищевой комбинат», ОАО «Консервсушпрод».
В ИРП-П в зависимости от вариантов входят:
- Хлебцы армейские (галеты) из муки пшеничной 1 сорта в упаковке по 50 грамм — 2 упаковки;
- Хлебцы армейские (галеты) из муки обойной в упаковке по 50 грамм — 2 упаковки;
- Консервы мясные («Говядина тушёная» — в вариантах № 1, 5; «Фрикадельки из говядины» — в вариантах № 2, 6; «Тефтели из говядины» — в вариантах № 3, 7; «Гуляш из говядины» — в варианте № 4) — 250 грамм в упаковке;
- Консервы мясные фаршевые («Паштет печеночный» — в вариантах № 1, 3, 4, 6, 7; «Паштет нежный» — в вариантах № 1, 2, 4, 5, 7; «Фарш колбасный особый» — в вариантах № 2, 3, 5, 6) — 2 упаковки по 50 грамм;
- Консервы мясорастительные («Рис с курицей и овощами» — в вариантах № 1, 5; «Каша гречневая с говядиной» — в вариантах № 2, 4, 6; «Каша рисовая с говядиной» — в вариантах № 3, 7) — 250 грамм в упаковке;
- Консервы мясоовощные («Мясо с зелёным горошком и овощами» — в вариантах № 1, 4, 7; «Гуляш с картофелем» — в вариантах № 2, 5; «Мясо с фасолью и овощами» — в вариантах № 3, 6) — 250 грамм в упаковке;
- Консервы овощные закусочные («Икра овощная» — в вариантах № 1, 3, 5, 7; «Рагу из овощей» — в вариантах № 2, 4, 6) — 100 грамм в упаковке;
- Сало шпик солёный консервированный — 100 грамм в упаковке;
- Фруктово-ягодный концентрат сухой в упаковке по 25 грамм — 3 упаковки;
- Плавленый сыр стерилизованный в консервной банке по 80 грамм — 1 банка;
- Повидло (джем) фруктовое в реторт-пакете по 45 грамм — 1 упаковка;
- Пюре из фруктов и ягод натуральное в реторт-пакете по 100 грамм — 1 упаковка;
- Шоколад горький — 30 грамм;
- Чай чёрный байховый в пакетике в упаковке по 2 грамма — 2 упаковки;
- Растворимый кофе в упаковке по 2 грамма — 1 упаковка;
- Сливки сухие в упаковке по 2 грамма — 1 упаковка;
- Сахар в упаковке по 20 грамм — 3 упаковки;
- Соль в упаковке по 5 грамм — 1 упаковка;
- Перец чёрный молотый в упаковке по 1 грамму — 1 упаковка;
- Поливитамины — 1 драже;
- Жевательная резинка — 10 драже;
- Таблетка для дезинфекции питьевой воды (в расчёте 1 таблетка на 1 фляжку воды) — 3 штуки;
- Разогреватель портативный, комплект (кусочек жести с вырезами для таганка и 3 таблетки сухого горючего) — 1 штука;
- Спички водоветроустойчивые в блистерной упаковке — 6 штук с «тёркой»;
- Салфетки бумажные — 3 штуки;
- Салфетка влажная дезинфицирующая в индивидуальной упаковке — 3 упаковки;
- Ложка пластмассовая одноразовая — 3 штуки;
- Нож пластмассовый — 1 штука;
- Вскрыватель консервов и упаковки — 1 штука.

В зависимости от вариантов различаются также вкусы концентратов для напитка, плодовых или ягодных пюре и джемов, овощной икры. В составе упаковки пайка находится инструкция-таблица по оптимальному распределению продуктов пайка в течение суток на 3 приёма пищи.
Общий вес ИРП-П — 1,625 кг, вес содержимого — 1,330 кг. Энергетическая ценность — 3360 ккал.

### Рацион питания экипажей самолётов и вертолётов на запасных аэродромах (РПЭСВ)
Лётный состав экипажей воздушных судов при перелётах питается в столовых местных гарнизонов, при этом людей не ставят на временное довольствие в продслужбе части обеспечения гарнизона, а для соблюдения отчётности используются так называемые трассовые талоны на питание (завтрак-обед-ужин), которые выдаются каждому члену экипажа на аэродроме базирования, исходя из предполагаемой продолжительности командировки. Если в процессе перелёта предполагается посадка на аэродроме(-ах), где не будет возможности нормального питания в лётной столовой, то в таких случаях экипажи обеспечиваются специальным рационом питания экипажей самолётов и вертолётов на запасных аэродромах (РПЭСВ) по норме № 12. Этот паёк отличается от боевого и повседневного пайка наличием молочных продуктов сублимационной сушки — сыра плавленого, сметаны и масла.
Также при полётах продолжительностью более 4 часов экипажи обеспечиваются бортовым питанием — расфасованными в специальную тару готовыми блюдами из лётной столовой, для каждого члена экипажа индивидуально. Бортовое питание подвозит представитель лётной столовой к борту вылетающего воздушного судна. Но если по каким-либо причинам (не важно, каким) продслужба гарнизона не может обеспечить экипаж бортпайком, взамен продуктов питания выдают стандартизированный бортовой рацион питания экипажей самолётов и вертолётов БРПЭСВ по норме № 17.
Для разогрева продуктов питания бортпайка на борту воздушного судна имеется (если предусмотрено конструкцией ВС) подогреватель бортового пайка — электрический духовой шкаф с трубчатыми нагревательными элементами.

## Сухие пайки ВС США

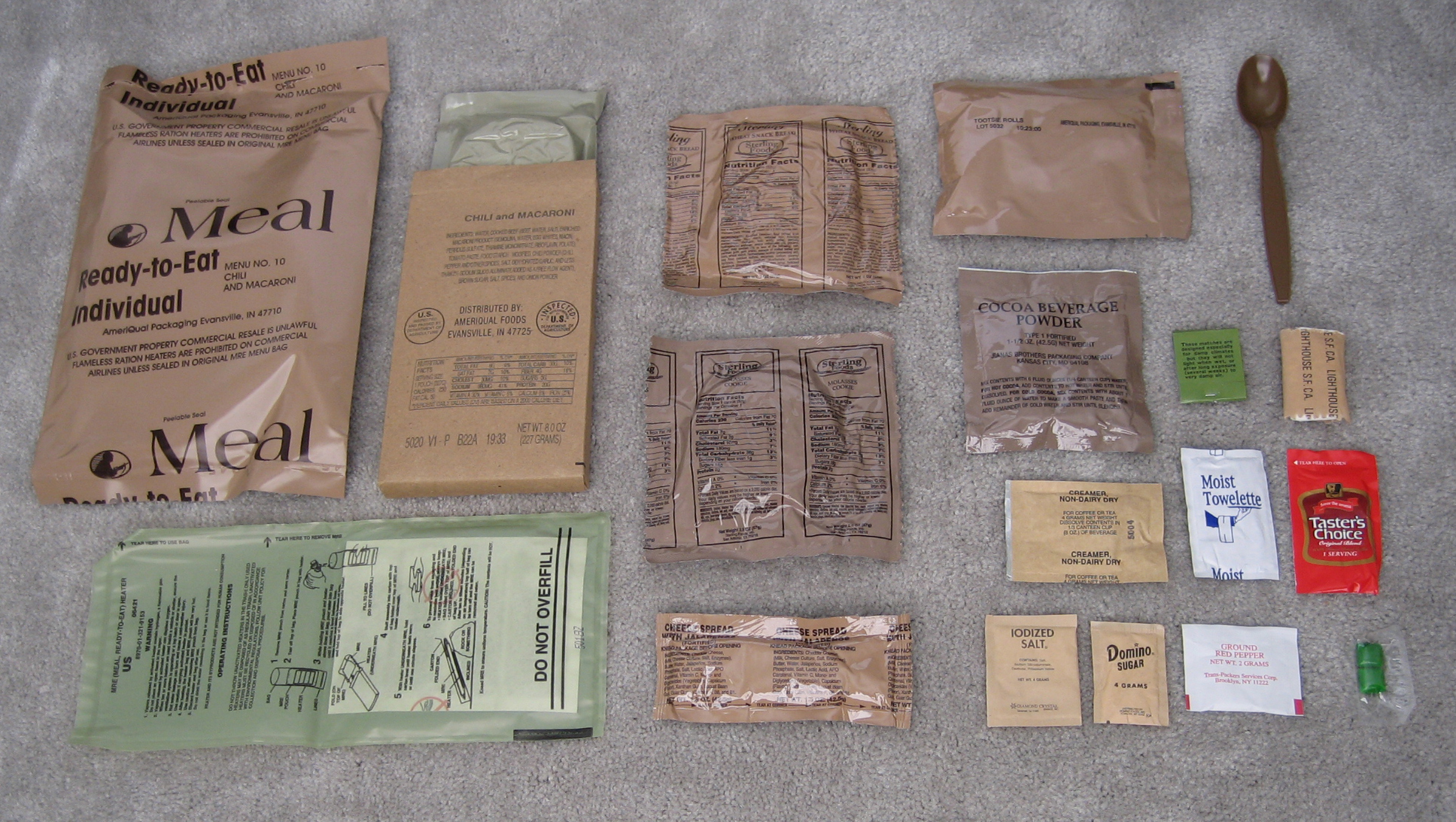
Сухой паёк MRE. Слева вверху — вскрытая наружная оболочка, слева внизу — беспламенный химический нагреватель

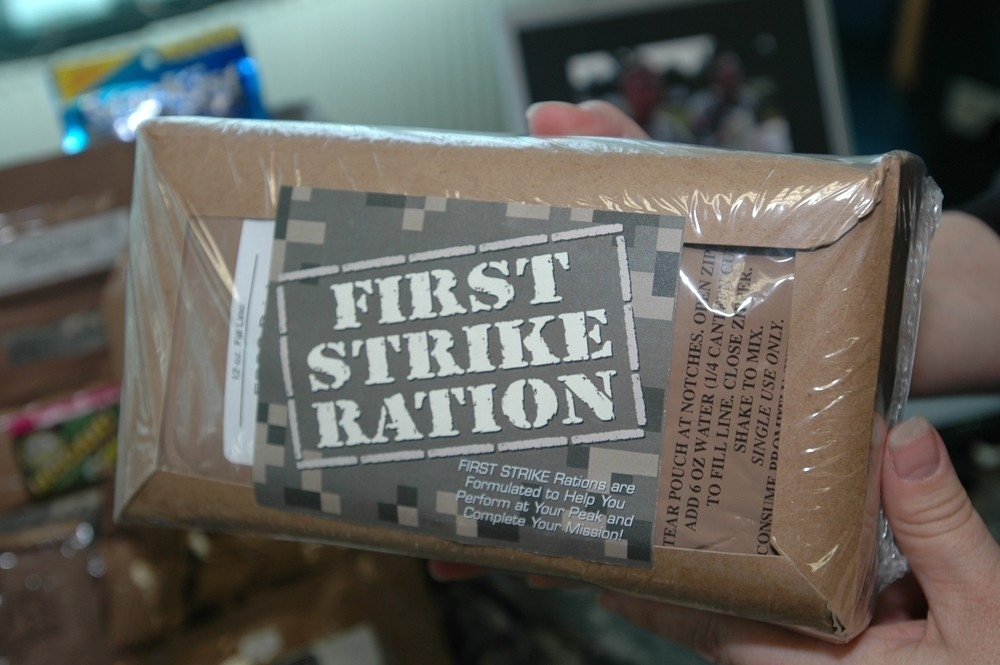
Индивидуальный рацион питания FSR

На снабжение ВС США приняты следующие индивидуальные рационы питания:
- Meal, Ready-to-Eat (MRE) — самый употребляемый в ВС США индивидуальный паёк. Имеется 24 варианта меню, предназначен для использования в течение 21 суток после развертывания в боевых условиях. Рационы упакованы в пакет из толстого пластика песочного цвета размерами 25×15×5 сантиметров. На нём указан номер меню и название основного блюда.
- First Strike Ration (FSR) — предназначен для питания военнослужащих, выполняющих задачи в отрыве от подразделения, в условиях, обуславливающих повышенную физическую нагрузку и интенсивное перемещение. Паёк рассчитан на питание в течение 72 часов.
- Long Range Patrol (LRP) — предназначен для питания военнослужащих, действующих в отрыве основных сил при проведении длительных операций с интенсивным передвижением. Основное блюдо рациона находится в засушенном виде. Потребителями LRP в основном являются силы специальных операций и морская пехота. Паёк упаковывается в светло-коричневый пакет.
- Meal Cold Weather (MCW) — предназначен для питания военнослужащих, действующих в условиях с пониженной температурой, в отрыве основных сил при проведении длительных операций с интенсивным передвижением. Основное блюдо рациона находится в замороженном виде. Потребителями MCW в основном являются силы специальных операций и морская пехота. Паёк упаковывается в белый пакет.

| Характеристика                               | MRE  | FSR  | MCW и LRP |
| -------------------------------------------- | ---- | ---- | --------- |
| Энергетическая ценность пайка, ккал.         | 1300 | 2900 | 1540      |
| Белки                                        | 14   | 13   | 14        |
| Жиры                                         | 34   | 34   | 34        |
| Углеводы                                     | 52   | 53   | 52        |
| Количество меню, шт.                         | 24   | 9    | 12        |
| Потребление пайков в день, шт.               | 3    | 1    | 2-3       |
| Срок хранения при температуре 27 °C, лет     | 3    | 2    | 3         |
| Срок хранения при температуре 38 °C, месяцев | 6    | 4    | 6         |

## Сухие пайки других стран
В других странах, как правило, используют либо российский, либо американский подход к формированию армейских пайков.
Так, в рационе азербайджанской, эстонской и армянской армий основу составляют консервированные продукты (каши с мясом и мясные консервы), в европейских армиях — готовые блюда в герметичных пакетах, эту систему с 2016 года приняла и Украина. Кроме того, часто стараются опираться на кулинарные предпочтения тех или иных стран, так, в паёк армии Южной Кореи входит кимчи, а в паёк австралийского солдата входит веджимайт (экстракт овощей и дрожжей).